# Caryandoides hunanica
Caryandoides hunanica är en insektsart som först beskrevs av Liu, Zhiwei och B. Li 1995.  Caryandoides hunanica ingår i släktet Caryandoides och familjen gräshoppor. Inga underarter finns listade i Catalogue of Life.